# Cãibra
As cãibras (português europeu) ou câimbras (português brasileiro) são contrações involuntárias de um músculo esquelético. São frequentes durante a noite, ou em exercícios físicos extenuantes, em pessoas que não possuem condicionamento físico adequado.
Podem aparecer em diversas condições clínicas, por exemplo: hipocalcemia (baixos níveis de cálcio no sangue), hipopotassemia (baixos níveis de potássio no sangue) e baixa oxigenação.
Uma das principais causas da cãibra é a acumulação de lactato no tecido, devido a degradação da glicose na ausência de oxigênio (glicólise). Havendo oxigênio suficiente, o lactato é convertido de volta para piruvato e transformado em acetil-CoA e dióxido de carbono, numa reação catalisada por enzimas.
A cãibra ainda é objeto de estudo, mas é certo que o espasmo é de origem nervosa ou neuromuscular. Experimentos de laboratórios têm mostrado que um músculo isolado, levado a "hiperencurtamento", permanece no estado de contração por algum tempo, a menos que seja forçado a se estender novamente. Esta situação está intimamente relacionada à cãibra.
O excesso de eletricidade estática do corpo provoca o desencadeamento das cãibras. O médico e pesquisador italiano Luigi Galvany (1737-1798) em coxas de rã descobriu que músculos e células nervosas eram capazes de produzir eletricidade, que ficou conhecida como então como a electricidade galvânica. Ele demonstrou que a eletricidade estática pode causar contrações musculares involuntárias. No entanto, por definição, uma cãibra é uma contração muscular involuntária.

## Prevenção
A cãibra está relacionada à carência de nutrientes no organismo, principalmente o magnésio, encontrado nos vegetais de folhas verdes escuras, como a couve, a rúcula, a escarola, o espinafre, o agrião, nos grãos de feijão, como lentilha, grão-de-bico e o próprio feijão e nos cereais integrais.
São necessárias boas condições de oxigenação para evitar as cãibras. Uma vez sentindo-as, é necessário parar a atividade e respirar profundamente, massageando a área. Existem condições clínicas específicas que levam a cãibras e que devem ser tratadas especificamente por profissionais de saúde, como anemias.
Comer alimentos ricos em potássio, como banana e batata não-descascada, podem ajudar a prevenir as cãibras musculares. Também é recomendável uma boa hidratação com água rica em sais minerais.

## Tratamento
Na literatura científica existem, medicamentos, suplementos, dispositivos e exercícios para se evitar e/ou tratar câibras, eliminando carga eletrostática por meios elétricos e/ou metabólicos. 